# Chi mai doveva uccidere?
Chi mai doveva uccidere? è un racconto popolare appartenente alla cultura Hausa,  diffusa nell'Africa occidentale con una significativa presenza in nazioni come la Nigeria, il Sudan, il Camerun, il Ghana, la Costa d'Avorio e il Ciad.

## Genere letterario
Il racconto è catalogabile nell'ambito dei racconti-dilemma, ossia di quelli incentrati sull'aspetto morale della vita, dell'
uomo e delle sue azioni, raccontati con il preciso scopo di indurre un dibattito su particolari tematiche, quali la famiglia e la vita comunitaria.
In questo tipo di racconti, talvolta, non è prevista né una soluzione al problema né tanto meno risposte e per questo motivo sono anche chiamati indovinelli ed enigmi, perché è considerato prioritario il dibattito innescato dal racconto, che peraltro risulta tutt'altro che infruttuoso e sterile, dato che, generalmente, vige la figura di un moderatore svolta da un anziano saggio che cerca di riassumere le varie opinioni usando una buona dose di eloquenza.

## Trama
La storia narra le vicende di un padre che come attività dava la caccia alle talpe, che spesso gli sfuggivano per la disattenzione del figlio. 

Un giorno, il figlio, dopo essere stato bastonato dal padre, viene notato da un ricco arabo, che lo ripulisce e lo riveste da capo ai piedi e decide di tenerlo con sé. Nel periodo di convivenza con l'arabo, il ragazzo ha modo di conoscere la generosità del padre adottivo. 

Il giorno della festa dei musulmani il giovane stava cavalcando un bellissimo cavallo, quando venne nuovamente a contatto con il vero padre, il quale lo assale rinfacciandogli di perdere il tempo, mentre lui e gli altri suoi figli continuano proficuamente a cacciare le talpe.

Il dilemma lo pone l'arabo intimando al giovane di uccidere lui o il padre.